# 3,4-диметоксифенетиламин
3,4-диметоксифенилэтиламин (DMPEA) — это химическое соединение из класса фенилэтиламинов. Это аналог основного нейротрансмиттера дофамина, где в мета- и пара- положении гидроксильные группы были заменены на метокси-группы. Он также тесно связан с мескалином (3,4,5-триметоксифенетиламин).

## Химические свойства
Один из самых ранних синтезов DMPEA (тогда называемого «гомоветриламин») был осуществлён Пикте и Финкельштейном, которые сделали его в многоэтапной последовательности, начиная от ванилина.
Аналогичная последовательность была впоследствии осуществлена ученым Перкиным , следующим образом:
3,4-диметоксибензальдегид (вератральдегид) → 3,4-диметоксибензилиндеуксусная кислота → 3,4-диметоксифенилметилуксусная кислота кислота → 3,4-диметоксифенилпропанамид → 3,4-диметоксифенэтиламин
Гораздо более короткий синтеза был предложен Шульгиной и Шульгиным.
3,4-Диметоксибензальдегид, в реакции с нитрометаном в присутствии ацетата аммония/уксусной кислоты, получая соответствующие β-нитростирол, который затем реагируеться с LiAlH4 , чтобы получить 3,4-диметоксифенэтиламин.